# (6161) Vojno-Yasenetsky
(6161) Vojno-Yasenetsky (1971 TY2) – planetoida z grupy pasa głównego asteroid okrążająca Słońce w ciągu 4,67 lat w średniej odległości 2,79 j.a. Odkryta 14 października 1971 roku.